# بلغور (دانه)

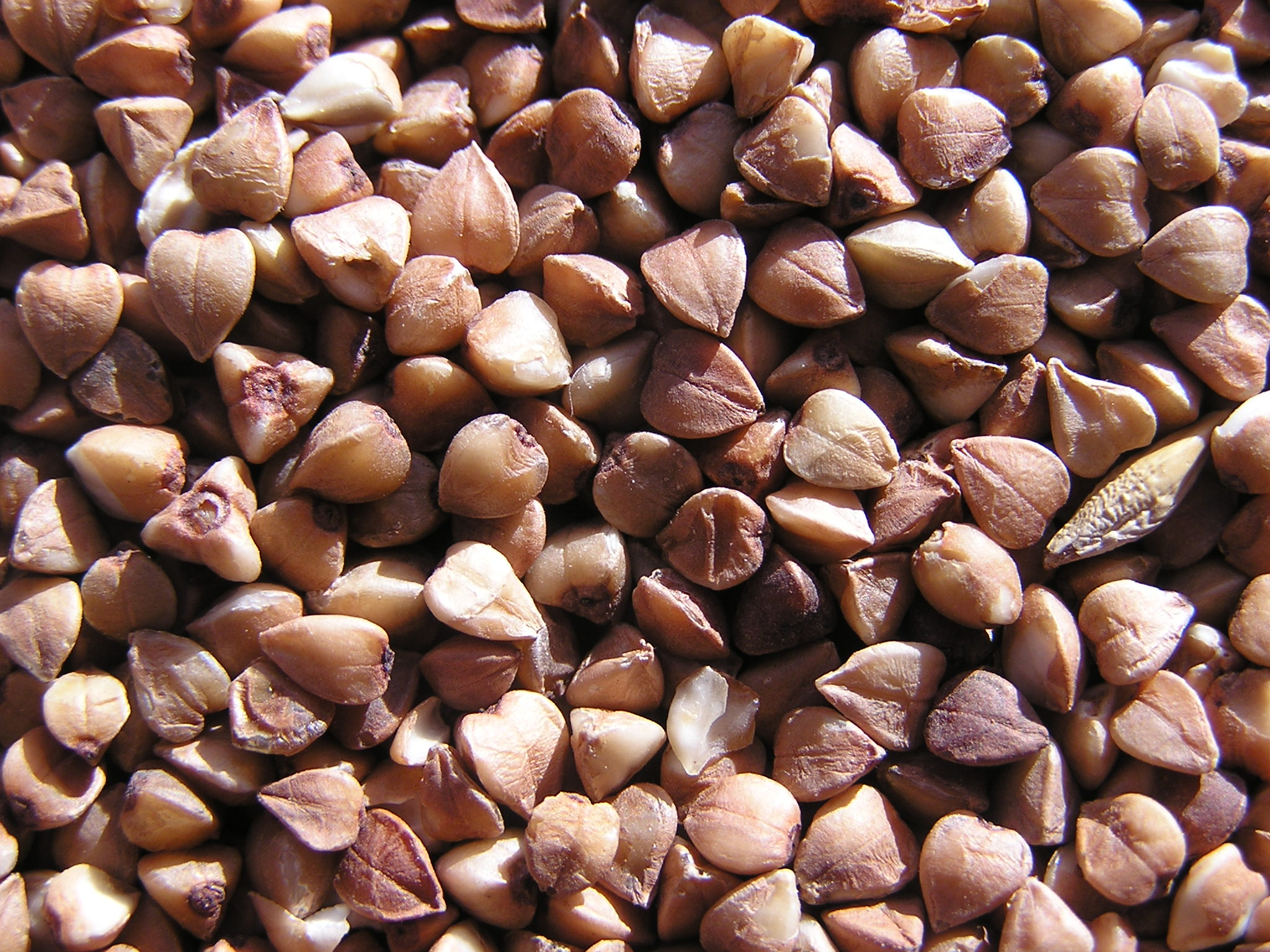
دانه های بلغور که ابعاد کوچکی دارند

در اصطلاح به خود غله‌ای که در آسیا آن را خرد کنند و بشکنند چنانکه آرد نشود بلغور  می‌گویند. به خوراکی که با دانه‌های بلغور درست می‌شود بیشتر بلغور گندم و بلغور جو و این‌ها گفته می‌شود.
برای تهیه بلغور یا گمنه گندم پخته را پس از خشک شدن با آسدست خرد می‌کنند، نه به نرمی آرد بلکه به درشتی لپهٔ ماش و کوچکتر و بزرگتر.
بلغور را می‌توان مدت‌ها نگاه داری کرد بدون آنکه کپک بزند یا بوی رطوبت بگیرد و در مواقع ضرورت می‌توان با آن آش یا پلو تهیه کرد. هر کیلو گرم بلغور  پخته شده حاوی ۸۰ میلی گرم کلسیم، ۴۰۰ میلی گرم فسفر، ۱۰ میلی گرم آهن، ۶۰۰ میلی گرم پتاسیم است و حدود ۳۰۰ کالری انرژی تولید می‌کند.
که به معنی شکسته شده یا تقسیم شده میباشد.
در صحبت عامیانه بلغور یا گمنه به طور عام به معنی هرچیز درهم‌شکسته و درهم‌کوفته است و در اصطلاح، بلغوریا گمنه کردن یعنی نامفهوم، غلط و شکسته حرف زدن
.